# Andy Dunlop

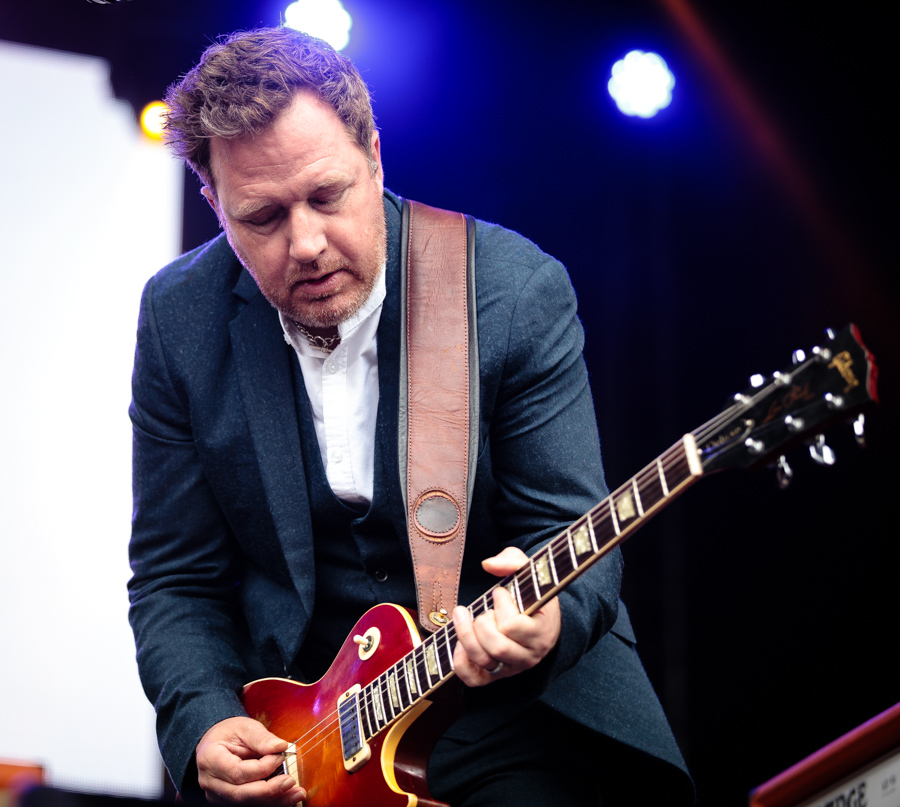
Andy Dunlop (2018)

Andy Dunlop, född Andrew Dunlop, 16 mars 1972 i Lenzie, East Dunbartonshire, Skottland, är en skotsk musiker som för närvarande är sologitarrist för det skotska indierockbandet Travis.
Även som sologitarrist har Dunlop varit delaktig i skrivandet av ett par låtar. "You Don't Know What I'm Like", "Ancient Train" (som Dunlop sjunger solo på båda två), "Central Station" och "The Sea" (med Fran Healy på sång). Till deras senaste album, Ode to J. Smith, bidrog Andy med "Quite Free", som han samskrev med Fran Healy och Dougie Payne. På Travis femte studioalbum samskrev han "3 Times and You Lose" och "Big Chair".
Tillsammans med Guy Berryman och Will Champion från Coldplay, hjälpte Dunlop till med a-ha medlemmen Magne Furuholmens första soloalbum, kallat Past Perfect Future Tense.
Dunlop är känd för sina långa naglar på höger hand, som han använder istället för plektrum ungefär som en flamencogitarrist. Dunlop är gift med Jo Monaghan.